# Adrian Macéus
Adrian Antoni Macéus, född 3 maj 2005 i Stockholm, är en svensk sångare och skådespelare.

## Biografi
Adrian Macéus genombrott kom under 2017 då han spelade huvudrollerna i musikalen Billy Elliot när den sattes upp av Stockholms stadsteater. Macéus spelade först Billys bästa kamrat Michael Caffrey och sedan huvudpersonen Billy Elliot. Föreställningen regisserades av Ronny Danielsson. Inför rollen tränade Macéus under två år i Billy-skolan på dansskolan Base 23 i Stockholm där balett, steppdans, jazzdans, sång och teater varit moment i utbildningen. Macéus medverkade i Bingolotto i TV4 den 14 maj 2017 och i Allsång på Skansen i SVT den 1 augusti 2017 och sjöng och dansade nummer ur musikalen Billy Elliot tillsammans med andra barn i föreställningen.
Innan medverkan i Billy Elliot så var Macéus under sommaren 2016 med i ensemblen för Parkteaterns uppsättning Trollflöjten 2.0 som turnerade på utomhusscener i Stockholm. Han spelade då en av Paminas små bröder.
Under hösten 2018 ingick Macéus i ensemblen till musikalen Så som i himmelen på Oscarsteatern i Stockholm. Han spelade Gabriellas son och karaktären Conny som barn.
I julkalendern Storm på Lugna gatan som sändes i SVT 2018 hade Adrian Macéus huvudrollen som Leo i familjen Storm. 2019 blev Storm på Lugna gatan nominerad till Årets Barnprogram på Kristallengalan .
I december 2018 släppte Adrian Macéus sin debutsingel "How Are You Now" på Warner Music Sweden och Northbound Music Group som han själv varit med och skrivit tillsammans med Kian Sang och Karl Ivert. Det är en låt som vill påminna om att jultiden är en period att uppskatta sina nära och kära. Han framförde låten live i Bingolotto i TV4 den 2 december 2018 och blev programmets tredje populäraste artist den säsongen. 

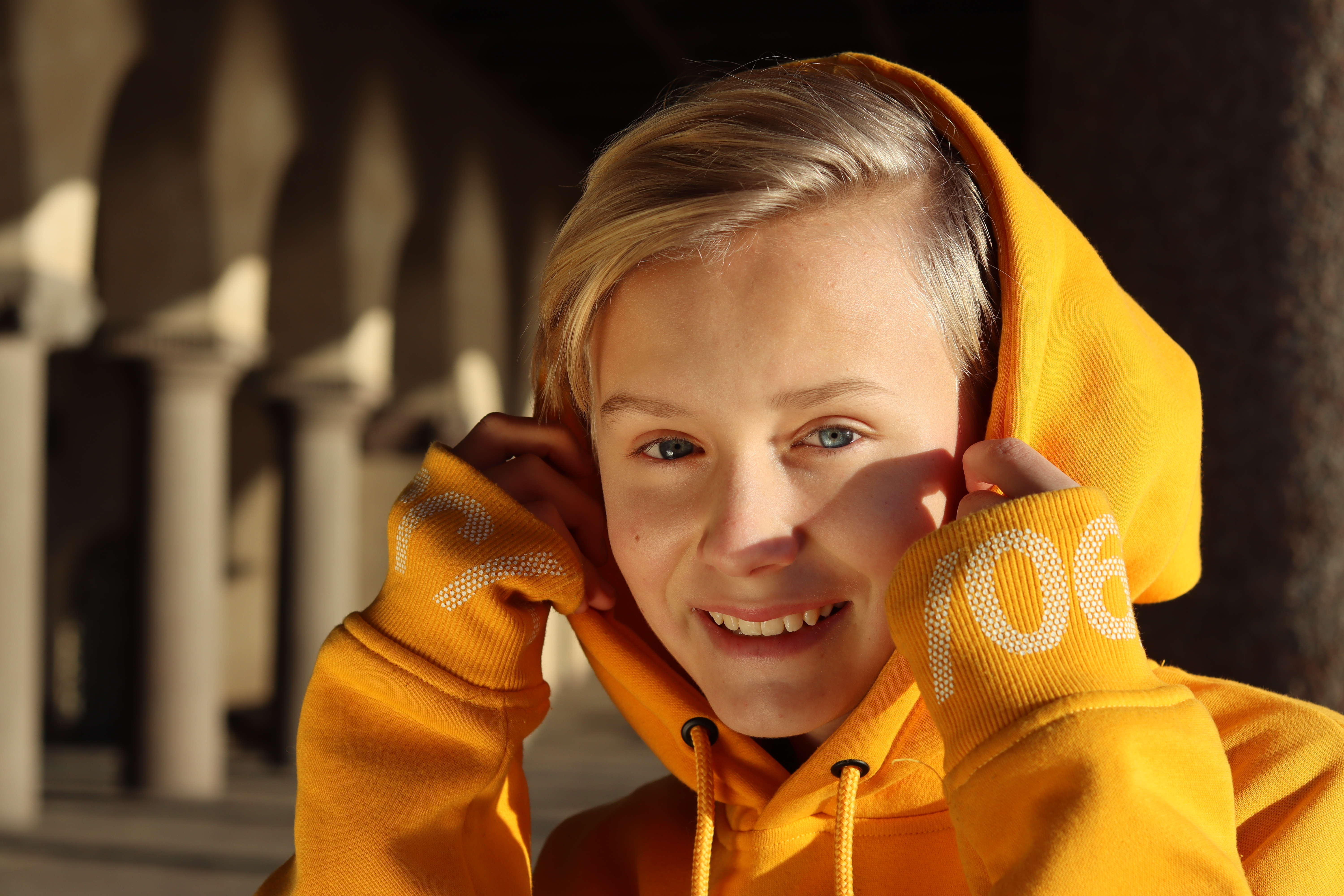
Adrian Macéus 2019.

På alla hjärtans dag den 14 februari 2019 släppte han sin andra singel Ask You Out  på Spotify och Youtube. Inför sommaren 2019 släppte han singeln LOV på eget skivbolag, under hösten 2019 singeln Det Blir Bättre , i slutet av december 2019 släpptes Bara Vänner och på alla hjärtans dag den 14 februari 2020 släpptes låten Ingen E Som Du. 
I augusti 2019 var Adrian Macéus gästartist på Barnens Allsång på Skansen.
Macéus dubbar även film och TV-serier, bland annat huvudrollen Miguel i den svenska versionen av Disney Pixars film Coco som hade sverigepremiär den 2 februari 2018. Under 2018 spelade han även i Leif GW Perssons kriminalserie "Det som göms i snö" som visades på Kanal 5. På juldagen 2018 hade Walt Disneys film Mary Poppins kommer tillbaka premiär och där gjorde Adrian Macéus den svenska rösten som John Banks. På juldagen 2019 hade Walt Disneys film Frost 2 sverigepremiär där Macéus gjorde rösten till unge Kung Ragnar.
Adrian Macéus är sedan 2019 stiftelsen Friends yngste ambassadör.
Han gjorde från 2019 till 2022 tonårspodden Adrian & Klara - Tonårsliv tillsammans med Klara Almström. Podden fanns tillgänglig på Acast, Spotify, Itunes och Youtube.
Under hösten 2020 ingick Adrian Macéus ett management-samarbete med Maria Ljunggren Molin på Freebird Entertainment.
Under våren 2021 spelar Adrian Macéus huvudrollen Bert i TV4 och Cmore´s tv-serie Bert. Bert blev nominerad till Årets Barnprogram på Kristallengalan 2021. Macéus medverkar också i serien Udda Vvckor på Discovery+ och spelar karaktären Benjamin.
Universal Music Sverige signade i maj 2022 Adrian Macéus. Den 2 september släpptes "Somebody To Love".
Adrian Macéus, som spelar en av rollerna i Martina Haags filmatisering av "Det är något som inte stämmer", nominerades och vann Årets Bästa Film på filmfestivalen i Monte Carlo den 18 juni 2024. Filmen har ännu inte haft premiär.  
Adrian Macéus började utbildningen Musikmakarna 2024. 
 

Han tävlade i Melodifestivalen 2025 med låten Vår första gång, skriven av honom själv, Adam (Rymdpojken) Englund, Adrian Björklund, Hugo Geijer Persson och William Pärlenskog. Bidraget gick inte vidare från delfinalen.

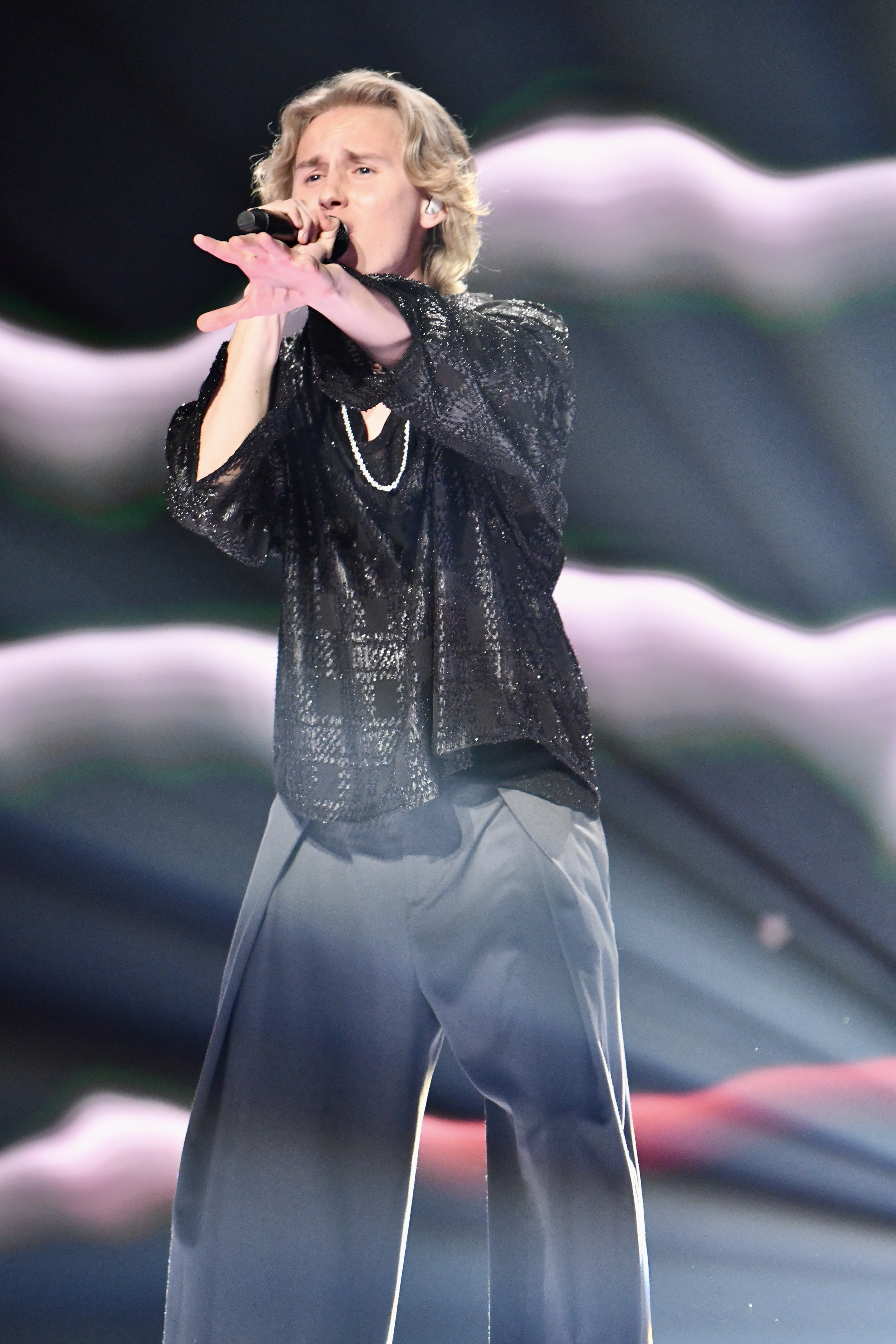
Adrian Macéus under Melodifestivalen 2025.

### Priser och utmärkelser
Adrian Macéus utsågs under hösten 2020 till Min lokala hjälte av tidningen Mitt i och deras läsare. I november 2020 fick Adrian Macéus ta emot priset Årets Nätängel barn & ungdom av Mysafety AB i samarbete med Bris. Motiveringen löd: Ingen kan undgå Adrian Macéus starka engagemang mot mobbning och utanförskap. Adrian har valt att använda sin plattform för att nå ut och stötta barn och unga som har det tufft idag, och visar hur vi alla genom att engagera oss och vara närvarande kan bidra till positiv förändring.
Adrian spelade huvudrollen i Storm på Lugna gatan som blev nominerad till Årets Barnprogram på Kristallengalan 2019 . Även Bert som Adrian spelade huvudrollen i blev nominerad till Årets Barnprogram på Kristallengalan 2021.

### Familj
Adrian Macéus är son till programledaren och producenten Johan Macéus och författaren och journalisten Karolina Palutko Macéus.

## Diskografi

### Singlar
- 2018 – How Are You Now.
- 2019 – Aske You Out.
- 2019 – Lov.
- 2019 – Det Blir Bättre.
- 2019 – Bara Vänner.
- 2020 – Ingen E Som Du.
- 2020 – Girl Girl.
- 2020 – Get Your Number.
- 2020 – She Dont Know.
- 2020 – Say U Do.
- 2020 – Next Year.
- 2022 – Somebody To Love.
- 2022 – Like A Snowman.
- 2023 – Hate That I Need You.
- 2023 – Die For You.
- 2023 – The One And Only.
- 2024 – Kär nån annanstans.
- 2025 - Vår första gång

## Filmografi
- 2017 – Coco (röst som Miguel Rivera)
- 2018 – Det som göms i snö (TV-serie)
- 2018 – Storm på Lugna gatan (TV-serie)
- 2018 – Mary Poppins kommer tillbaka (röst som John Banks)
- 2021 – Maria Wern – En orättvis rättvisa (TV-serie)
- 2021 – Bert (TV-serie)
- 2021 – Udda veckor (TV-serie)
- 2023 – Det är något som inte stämmer

## Teater

### Roller (ej komplett)
| År   | Roll                         | Produktion                                       | Regi             | Teater                   |
| ---- | ---------------------------- | ------------------------------------------------ | ---------------- | ------------------------ |
| 2016 | Trull                        | Trollflöjten 2.0 Emma Sandanam och Mette Herlitz | Fredrik Meyer    | Parkteatern              |
| 2017 | Michael Caffrey Billy Elliot | Billy Elliot Lee Hall och Elton John             | Ronny Danielsson | Kulturhuset Stadsteatern |